# 屏峰駅
屏峰駅（へいほうえき）は、中華人民共和国浙江省杭州市西湖区留和路に位置する杭州地下鉄3号線支線の駅である。

## 歴史
- 2022年6月10日：開業[1]。

## 駅構造
島式ホーム2面3線を有する地下駅。間側の1線は小和山車両基地の出入庫線として使用されています。

### のりば
案内上ののりば番号は設定されていない。
| 路線            | 方向 | 行先                           | 備考                                                      |
| --------------- | ---- | ------------------------------ | --------------------------------------------------------- |
| ■ 3号線（支線） | 下り | 石馬方面                       |                                                           |
| ■ 3号線（支線） | -    | 小和山車両基地回送專用         |                                                           |
| ■ 3号線（支線） | 上り | 西渓湿地南・武林広場・星橋方面 | 西渓湿地南～星橋区間は3号線の本線と直通運転を実施している |

（出典：站内空间示意图）

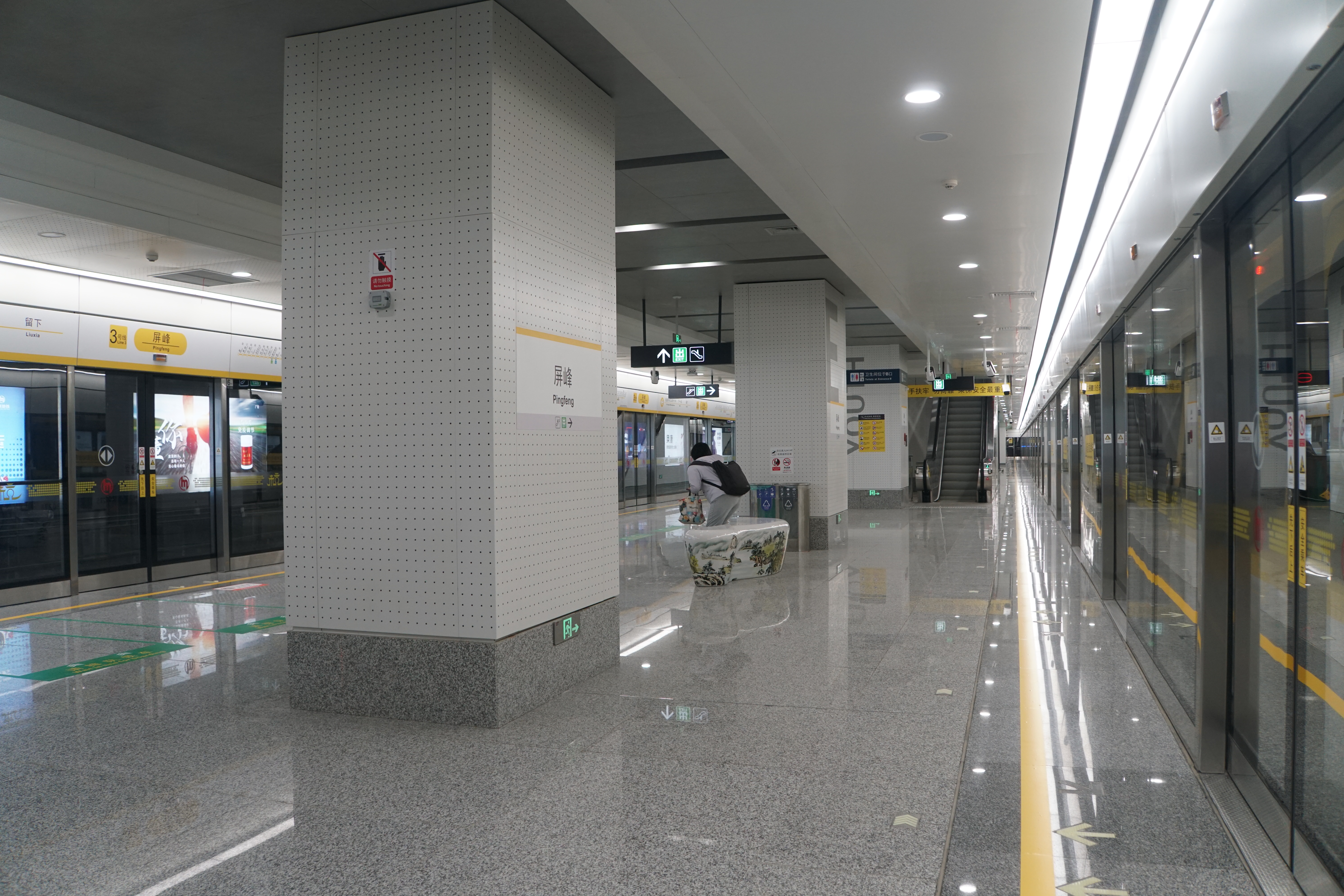
石馬方面ホーム
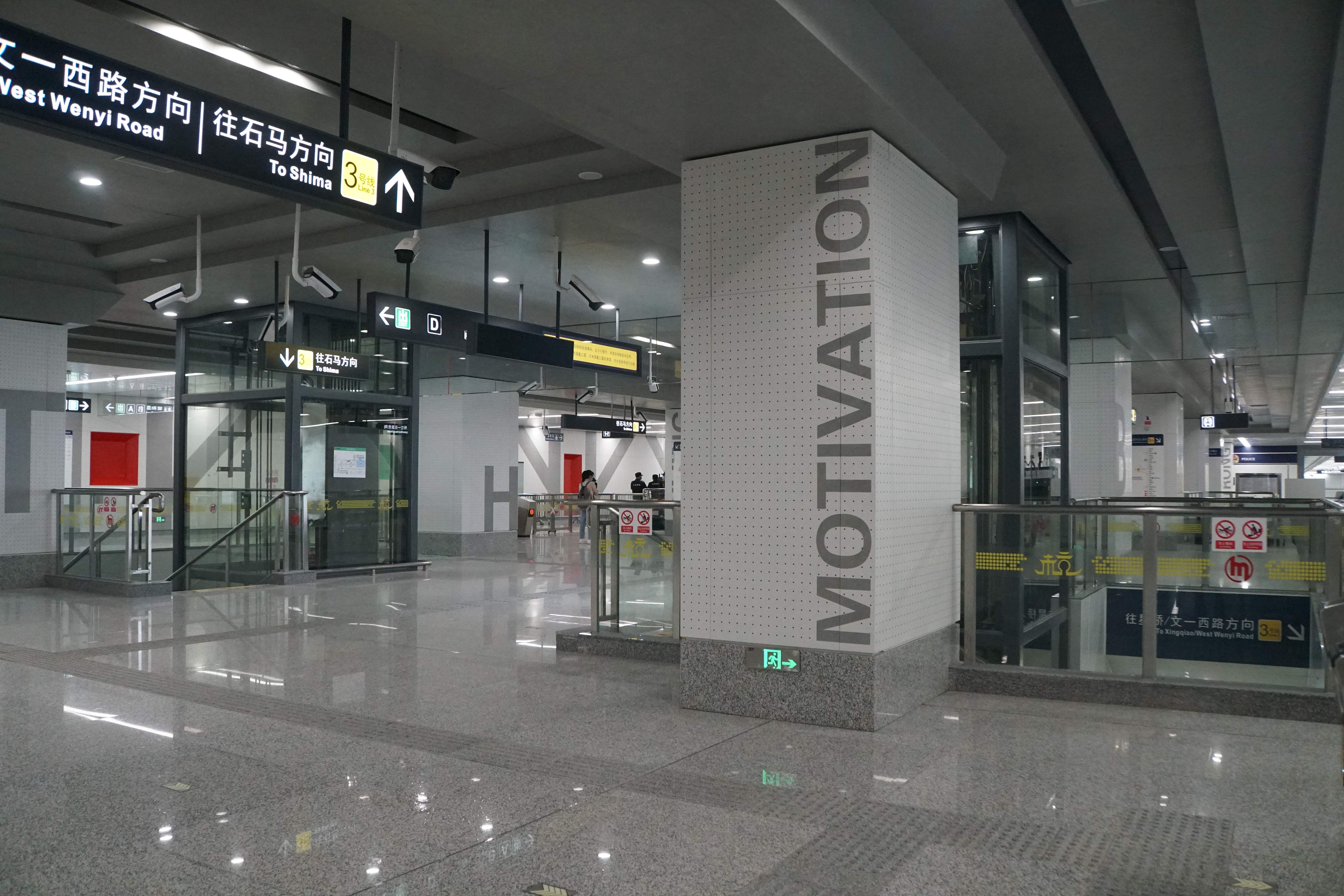
コンコース
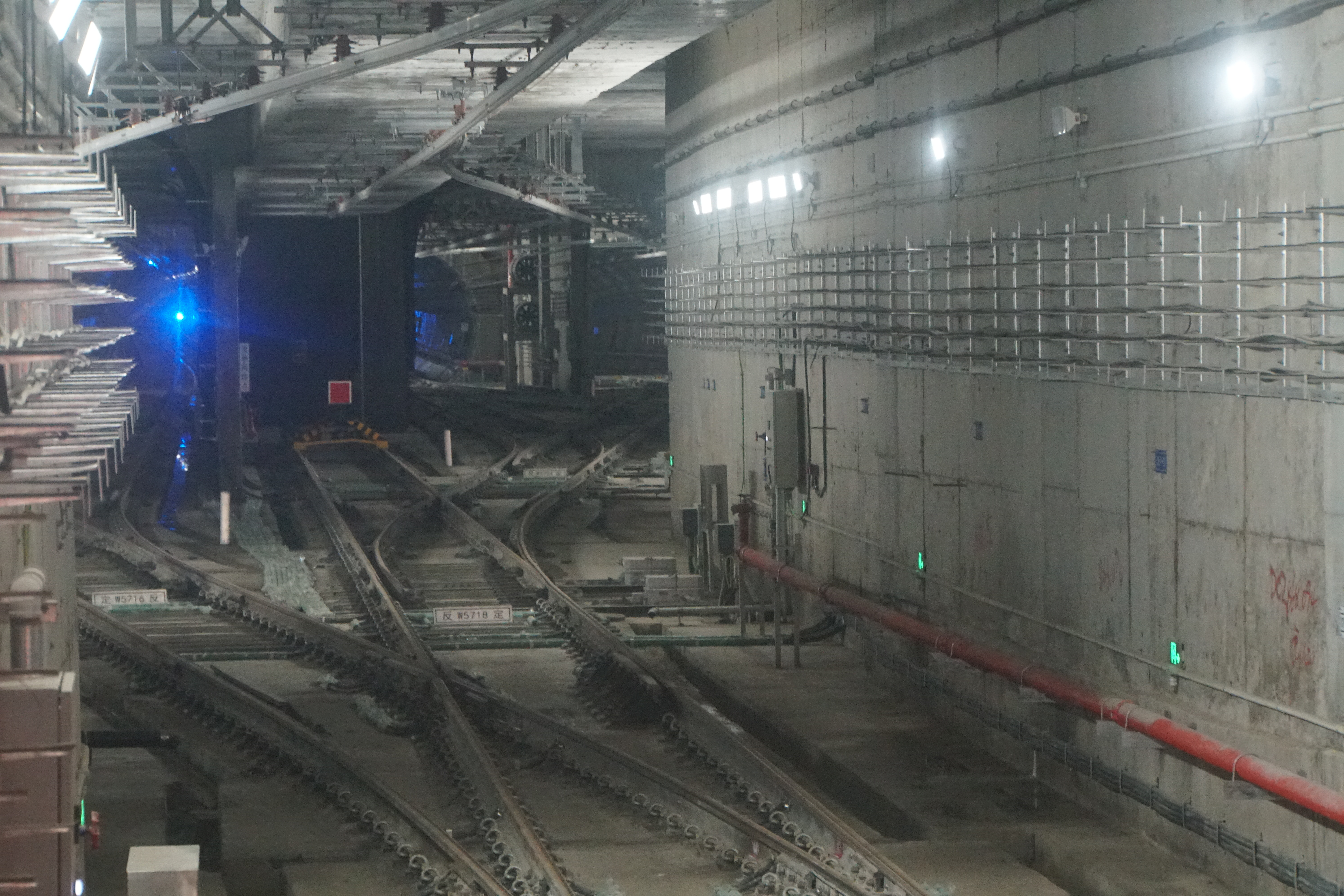
出庫線

## 駅周辺
- 浙江工業大学（屏峰キャンパス）
- 浙江外国語学院
- 杭州外国語学院（中国語版）

## その他
当駅は建設段階の仮名称としては「工業大学駅」と呼ばれ、駅名公募段階では「浙工大屏峰駅」（浙江工業大学屏峰キャンパスの略称）とする案もあった。しかし当駅の周辺には、駅北側に位置する浙江工業大学だけでなく、駅南側の浙江外国語学院も立地しているため、同学校の関係者から反発が生じ、論争へと発展した。その結果として、正式な駅名は両学校の名称を冠さない「屏峰駅」となった。

## 隣の駅
杭州地下鉄
■ 3号線（支線）
小和山駅 - 屏峰駅 - 留下駅